# Новонікольськ (Вікуловський район)
Новонікольськ (рос. Новоникольск) — присілок у складі Вікуловського району Тюменської області, Росія.
Населення — 10 осіб (2010, 26 у 2002).
Національний склад станом на 2002 рік:
- росіяни — 85 %